# Йованович, Любомир
Любомир Йованович (серб. Љубомир Јовановић; 2 февраля 1865, Котор, Королевство Далмация, Австро-Венгрия — 10 февраля 1928, Белград, Королевство сербов, хорватов и словенцев) — сербский историк, политический и государственный деятель, академик Сербской академии наук и искусств, профессор Белградского университета с момента его основания в 1905 году, член Сербской академии наук и искусств, занимал должности министра просвещения, министра внутренних дел, был членом Государственного совета.
В качестве министра внутренних дел участвовал в преследовании Драгутина Димитриевича и «Чёрной руки» во время Салоникского процесса по обвинению в покушении на принца-регента Александра. К концу жизни сблизился с королём Александром и стал политическим соперником Николы Пашича, за что был исключен из Народной радикальной партии.

## Биография
Йованович родилась в Которе (Австро-Венгрия, ныне Черногория). Окончил начальную и среднюю школу в родном городе. Будучи старшеклассником, Йованович был одним из самых активных членов нелегальной дружины Бранко Радичевича.После участия в Кривошском восстании (1881—1882) в компании Ачи Суботича он переехал в Сербию. Окончил школу в Белграде и затем изучал историю на философском факультете белградской Высшей школы как стипендиат Королевства Сербия. Был одним из основателей академического певческого общества Обилић.

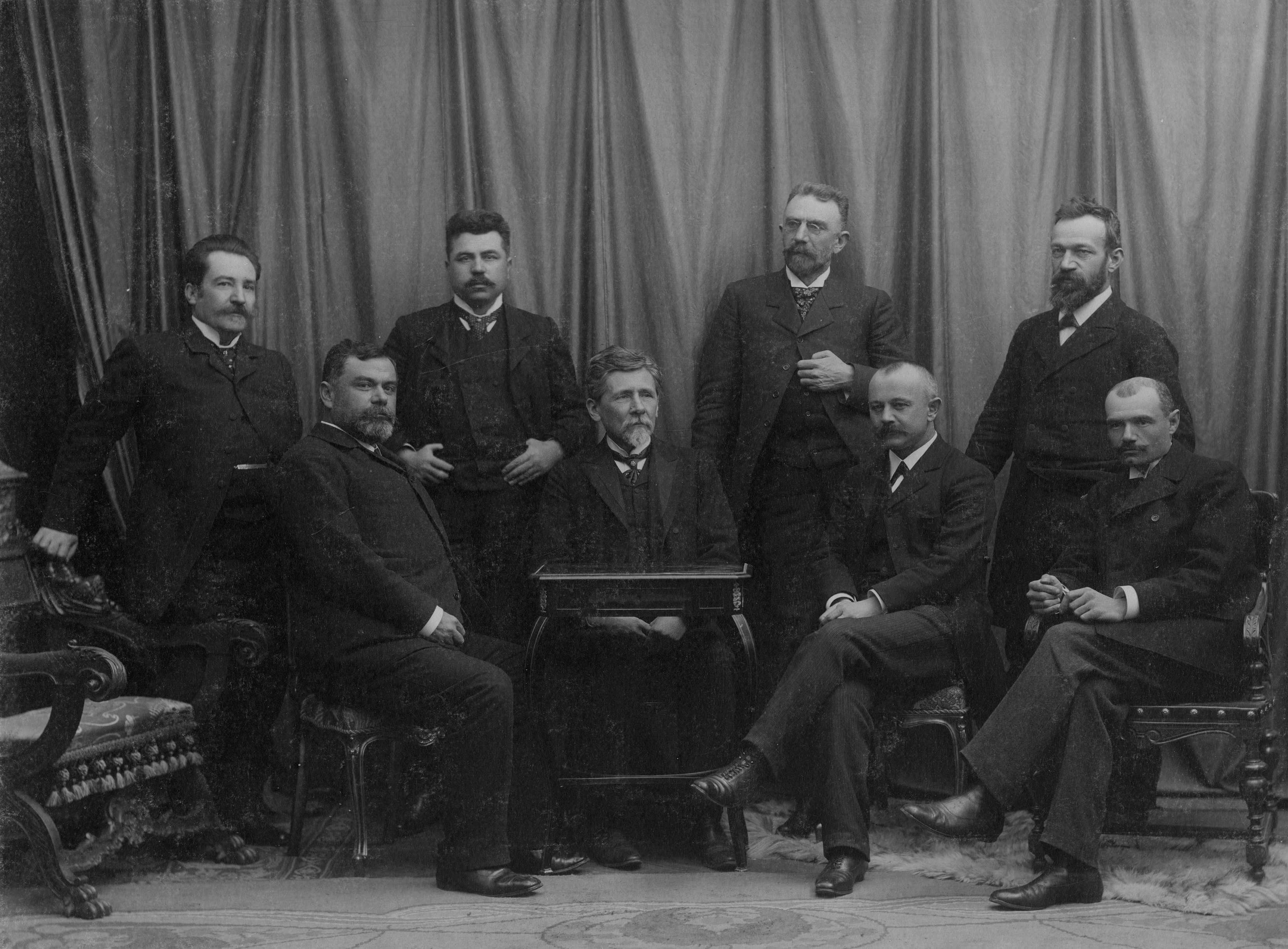
Первые профессора Белградского университета (1905).

С 1887 по 1901 год Йованович работал учителем в средних школах. В 1888 году вместе с несколькими коллегами основал Профессорское общество. В 1889 году участвовал в основании журнала Коло.
В качестве добровольца участвовал в сербско-болгарской войне 1885 года. В бою при Сливнице был тяжело ранен в ногу, после чего всю оставшуюся жизнь будет хромать, за что и получил прозвище Патак. Примкнул к Народной радикальной партии, в которой отвечал за контакты с сербами за пределами Сербии, в частности установив прочные связи с политическим лидером далматинских сербов Савой Белановичем.
Когда в 1892 году было основано Сербское литературное общество, Йованович был избран его секретарём, позже был вице-президентом (1903—1904) и президентом общества (1904—1906). Также он был одним из основателей и членом правления Српског књижевног гласника. Соучредитель Общества писателей и художников и газеты Дело (1893).
В 1890 году Йованович был избран членом-корреспондентом Сербской королевской академии, а в 1900 году стал полноправным членом. В 1901—1903 годах был директором Национальной библиотеки Сербии. Когда в 1905 году на базе Высшей школы был основан Белградский университет, он был среди первых 8 штатных профессоров, выбравших весь преподавательский состав.
Вместе с профессором Любомиром Ковачевичем написал «Историю сербского народа» в двух книгах (1893 и 1894) за период до 1020 года. Он способствовал победе критического подхода к сербской и всеобщей истории над приверженцами романтического подхода.
Йованович был одним из членов «Центрального революционного секретного комитета в Белграде», который стремился организовать четников в Македонии и Старой Сербии, входя в секцию пропаганды. В 1905 году участвовал в основании ассоциацию «Сербские братья», которая действовала до 1918 года.
В 1905 году избран в сербский парламент. Переизбирался в 1920, 1925 и 1927 годах, каждый раз от Бока Которска.
В 1909 году Йованович отказался от университетской карьеры, чтобы посвятить себя политической и государственной деятельности.
В качестве личного наставника обучал будущего короля Александра истории.
Министр внутренних дел Королевства Сербия в 1909—1911 и 1914—1918 годах, министр просвещения, член Государственного совета. Он был министром внутренних дел во время отступления через Албанию и реорганизации в Греции. В качестве министра внутренних дел участвовал в преследовании Драгутина Димитриевича и «Чёрной руки» на суде в Салониках за покушение на принца-регента Александра.
Во время пребывания Йовановича на посту главы Министерства просвещения занимался организацией школ на территориях, которые после Балканских войн отошли Королевству Сербия.
Во время провозглашения Королевства сербов, хорватов и словенцев 1 декабря 1918 года он как представитель правительства Королевства Сербии был одним из шести членов комитета, который должен был определить способ провозглашения объединение.
В 1920 году возглавлял государственную комиссию по приему русских беженцев.
Во время парламентских выборов 1925 года, которые сопровождались выступлениями противников централизованной государственной системы во главе с хорватскими политиками, Йованович вёл кампанию в тогдашней многонациональной Далмации, делая упор на необходимость «истинной братской любви и единства сербов, хорватов и словенцев»
… Потому что мы не можем отделиться друг от друга без крови. Мы не можем быть разделены; если мы не будем жить как братья, мы можем только резать и истреблять. Кроме хорватов, в нашей провинции живёт так много и сербов; они живут рядом друг с другом в одних муниципалитетах, в одних городах, в одних деревнях; и сербы, и хорваты хотят Далмацию. Как мы могли разделить это? А если бы и могли, то позволено ли сыновьям делить, резать на куски жизнь своей матери, нам, сербам и хорватам, нашей Родине?
Ближе к концу своей жизни Йованович стал соперником Пашича и помог королю Александру сместить Пашича в 1926 году. Ранее, в 1924 году он поместил в сборнике «Кров словенства» статью об убийстве в Сараево, в которой доказывал причастность сербского правительства к подготовке сараевского убийства, что вызвало сенсацию за границей как аргумент в пользу Германии в полемике о «виновниках войны». Никола Пашич выступил с опровержением этих разоблачений и использовал эту статью как предлог для исключения Йовановича из радикальной партии, после чего тот образовал независимый парламентский клуб, который снова слился с радикалами после смерти Пашича, которая завершила их конфликт.
С 1927 года Йованович удалился от общественности из-за болезни.
Награждён орденом Святого Саввы IV степени.
В марте 1940 году на месте его рождения в Которе была установлена мемориальная доска.